# Niederlassung der Karmeliter in Calbe
Der Chronist Jakob Milendunck erwähnt eine Niederlassung der Karmeliter in „Calbe“ in seiner Historiae provinciae Carmelitorum (1650/57). Lage, Zeit des Bestehens sowie Charakter dieser Niederlassung des Karmeliterordens im heutigen Sachsen-Anhalt sind unklar, da weitere Hinweise zur Existenz der Niederlassung nicht bekannt sind.

## Geschichte
Die Erwähnung der Niederlassung bei Milendunck lässt offen, ob er sich dabei auf Calbe (Saale), Kalbe (Milde) oder einen anderen Ort bezog. Es wird lediglich von tribus milliaribus distat a Magdeburgo (24 km von Magdeburg entfernt) berichtet. In der Wissenschaft umstritten ist, ob es sich um ein eigenständiges Kloster handelte – Milendunck berichtete von einem Konvent – oder möglicherweise nur um eine Terminei des Karmelitenklosters Magdeburg.